# Achaearanea globispira
Achaearanea globispira là một loài nhện trong họ Theridiidae.
Loài này thuộc chi Achaearanea. Achaearanea globispira được miêu tả năm 1994 bởi Henschel & Rudy Jocqué.